# Clemens Seidl
Clemens Seidl (* 13. März 2002) ist ein österreichischer Fußballspieler.

## Karriere
Seidl begann seine Karriere beim SVU Großdietmanns. Zur Saison 2010/11 wechselte er zum SC Gmünd. Zur Saison 2012/13 kehrte er nach Großdietmanns zurück. Zur Saison 2016/17 kam er in die Jugend des SV Horn.
Im Juni 2018 spielte er erstmals für die zweite Mannschaft von Horn in der sechstklassigen Gebietsliga. Im Oktober 2018 stand er gegen den FC Wacker Innsbruck II erstmals im Profikader, kam allerdings zu keinem Einsatz. Mit Horn II stieg er 2019 in die 1. Klasse ab. Im Dezember 2020 debütierte er schließlich auch für die Profis in der 2. Liga, als er am zwölften Spieltag der Saison 2020/21 gegen den Floridsdorfer AC in der Nachspielzeit für Lucas Scholl eingewechselt wurde.
Zur Saison 2021/22 wechselte er zum viertklassigen SC Zwettl.